# Estação Flamboyant
A Estação Flamboyant é uma das estações do Metrô de Salvador, situada em Salvador, entre a Estação Pituaçu e a Estação Tamburugy. Faz parte da Linha 2.
Foi inaugurada em 11 de setembro de 2017 juntamente com outras quatro estações da linha. Localiza-se na Avenida Paralela. Atende a bairros como Canabrava, Pau da Lima, Castelo Branco, Trobogy, Nova Brasília e Alphaville I.

## Características
A estação tem 8 488,00 metros quadrados de área construída em trecho de superfície. Possui uma plataforma central de embarque/desembarque.